# Popscene
"Popscene" é uma canção escrita por Damon Albarn, Graham Coxon, Alex James e Dave Rowntree, gravada pela banda Blur.